# Чжуанська мова
Чжуанська мова — мова тай-кадайської мовної родини, якою розмовляють чжуани. Чжуанська мова рідна для приблизно 15 млн людей, що мешкають в основному в Гуансі-Чжуанському автономному районі Китайської Народної Республіки, де вона є офіційною.
Традиційно чжуанська мова використовувала свою власну систему письма, засновану на запозичених китайських ієрогліфах, однак у 1957 році була запроваджена нова система письма, заснована на латиниці. У 1982 ця система була реформована, спеціальні літери були замінені на звичайні латинські для полегшення друку й комп'ютерного набору.
Чжуанська мова тональна, використовує 6 тонів й відкриті склади.